# Přeléhavé semeno
Přeléhavé semeno je semeno, které vyklíčí až za rok po vysetí. Jedná se o semena dřevin, většinou keřů (skalník), nebo stromů (lípa a habr), ale i bylin (prvosenka). Některá semena k urychlení klíčivosti lze krátkodobě stratifikovat – semena částečně přeléhavá. Semeno je přeléhavé, klíčí až druhým rokem po jednoroční stratifikaci.